# Katechon
El Katechon (del  Griego:  τὸ κατέχον, «lo que contiene», o ὁ κατέχων, «el que tiene») es un concepto bíblico que más tarde se convirtió en una noción de filosofía política.

## Descripción
El término se encuentra en 2 Tesalonicenses 2, 6-7 en un contexto escatológico. El pasaje se ha interpretado en el sentido de que el cristiano no debe comportarse como si el Día del Señor fuera a suceder mañana, ya que el Hijo de perdición (Anticristo de 1 y 2 Juan) debe ser revelado antes. El autor del texto —la crítica actual mayoritaria no considera a san Pablo su autor— añade posteriormente que la revelación del Anticristo está sujeta a la supresión de «algo» o «alguien que lo retiene» y evita que se manifieste por completo.
Es importante destacar que mientras el versículo 6 utiliza el género neutro (τὸ κατέχον), el 7 usa el masculino (ὁ κατέχων).

## Diversas interpretaciones teológicas
Como el autor no menciona explícitamente la identidad del katechon, la interpretación del pasaje ha sido objeto de diálogo y debate entre los eruditos cristianos.
Los comentaristas de la Biblia de Jerusalén indican que se «atribuye el retraso de la Parusía a algo (v. 6) o alguien (v. 7) que "retiene": una fuerza o persona que impide la manifestación del Anticristo (y que debe preceder a la Parusía). Los destinatarios de la carta captaban, al parecer, la alusión, pero para nosotros es un enigma, a pesar de las abundantes explicaciones que se han propuesto. Hasta el momento de su "manifestación" final, la impiedad trabaja en el misterio, y de esta actividad secreta resultará la apostasía. Una vez apartado el obstáculo, el Impío trabajará a la luz del día».
Juan Mateos et al. (en la notas al Nuevo Testamento, traducido por él mismo y Luis Alonso Schökel S.J.), comentan que: «El pasaje es oscuro, por referirse a creencias que se dice haber sido comunicadas antes de palabra; en 1 Tes no se expone nada semejante. Tiene resonancias de los libros apocalípticos judíos, donde se habla de la confrontación, poco antes del fin, de las fuerzas del bien y del mal, representado este por cierto personaje, encarnación de toda maldad. [...]. No puede determinarse con quién identifica el autor a el que lo frena; algunos lo interpretan del orden legal del Imperio romano».
Por su parte, Josep Montserrat Torrents, en los comentarios a esta carta en Los libros del Nuevo Testamento, explica sobre estos versículos que: «Es difícil de discernir a qué o a quién se refiere el autor. En Za 5, 7-8 aparece una mujer que personifica a la maldad; Is 24, 22 alude a una dilación del fin. Quizás haya que entender que en esta carta se trata de una "retención" y no de alguien que retiene, a saber, el intervalo necesario para que la predicación alcance a todos los seres humanos es lo que retiene (Rm 10, 14.21)».

## En filosofía política

### Carl Schmitt
En El nomos de la Tierra, el pensador político alemán Carl Schmitt sugiere la importancia histórica en el cristianismo tradicional de la idea de la «restricción katechóntica» que permite un cristianismo centrado en Roma, y que «significaba el poder histórico para restringir la aparición del Anticristo y el final de este eón». El katechon representa, para Schmitt, la intelectualización del antiguo Christianum Imperium, con todos sus poderes policiales y militares para hacer cumplir la ética Ortodoxa.

### Paolo Virno
En Multitude: Between Innovation and Negation, el filósofo y semiólogo italiano Paolo Virno considera que «el katechon, gracias a su universalidad hegemónica, es el único que puede impedir el caos del bellum omnium contra omnes, la conflictividad permanente entre una miríada de Estados pequeños y medianos».

### Alexander Dugin
En el contexto de guerra que Rusia libra contra Occidente, ha señalado: "si supuestamente defendemos la cosmovisión cristiana, entonces debemos defenderla por completo. La actual guerra que libramos contra Occidente (justamente una entidad anticristiana, atea, materialista y satánica) es mucho más fácil de explicar a los cristianos que a los «paganos». Es la guerra del fin de los tiempos, en la que Katechon lucha contra el Antikaimenos, el «hijo de la perdición», por lo que estamos intentando aplazar la llegada del Anticristo". 